# Фрейденберг, Ольга Михайловна
О́льга Миха́йловна Фре́йденберг (15 (27) марта 1890, Одесса — 6 июля 1955, Ленинград) — советский филолог-классик, антиковед, культуролог-фольклорист.

## Биография
Родилась 15 марта (по старому стилю) 1890 года в Одессе. Дочь одесского журналиста и изобретателя, мещанина Прасныша Плоцкой губернии Моисея Филипповича Фрейденберга и Хаси Иосевны (Анны Осиповны) Пoстернак — сестры художника Л. О. Пастернака. Брак родителей был оформлен в канцелярии одесского городского раввина 17 июня 1883 года. В семье рос старший сын Александр (1884—1937). Двоюродная сестра Бориса Пастернака.
После окончания гимназии в Петербурге в 1908 году) Фрейденберг из-за процентной квоты для евреев не смогла поступить на Высшие женские курсы, однако год слушала там лекции. В 1910—1914 годах занималась самообразованием, изучала иностранные языки, путешествовала по Европе. После начала Первой мировой войны возвратилась в Россию, в октябре 1914 года стала сестрой милосердия.
Окончила классическое отделение Петроградского университета в 1923 году, занималась в семинаре С. А. Жебелёва, защитила магистерскую диссертацию о происхождении греческого романа (1924). В 1920-х — 1930-х годах сотрудничала с Н. Я. Марром и И. Г. Франк-Каменецким (коллективный сборник «Тристан и Исольда». — Л., 1932). Трудилась в Яфетическом институте и в Институте речевой культуры.
В 1932 году организовала в Ленинградском университете первую советскую кафедру классической филологии и до 1950 года заведовала ею (с перерывом на годы войны). В 1935 году защитила докторскую диссертацию «Поэтика сюжета и жанра (период античной литературы)». Опубликованная книгой (1936), диссертация подверглась жестокой идеологической критике в газете «Известия», книга была изъята из продажи. Во время Большого террора был репрессирован её старший брат Александр.
Пережила всю блокаду Ленинграда. По приглашению Политуправления Балтфлота читала лекции по античной литературе офицерскому составу моряков. С 15 октября 1943 года по июль 1944 года профессор античной литературы в Педагогическом институте имени А. И. Герцена.
Инспирированные властью разгром марризма и борьба с космополитизмом повлекли за собой в 1950 году увольнение Ольги Фрейденберг из университета и закрыли для неё возможность публиковаться. К 2010-м годам большинство её трудов (8 монографий и несколько десятков статей) так и не были опубликованы.

## Научная деятельность
По образованию и должности считаясь филологом-классиком, Фрейденберг была сосредоточена на «палеонтологическом» исследовании семантики литературных, шире — культурных мотивов и форм (прежде всего метафоры и сюжета), их трансформаций из архаических в исторические, а соответственно, на предыстории и ранней истории таких литературных и сценических жанров, как лирика, комедия, роман. В этом она развивала идеи Г. Узенера и А. Н. Веселовского, французской социологической школы (Л. Леви-Брюль), кембриджских ритуалистов, философию символических форм Э. Кассирера и предвосхитила новейшие исследования «археологии» культурных форм в рамках символической антропологии, исследований культуры (англ. cultural studies).
О. М. Фрейденберг отвергла теорию заимствования в литературе, полагая, что одинаковые стадии культурного развития производят одинаковые мотивы. Она постулировала генетическую связь Евангелия с греческим эротическим романом, противопоставляя свою методологию формалистской. Фрейденберг считала, что сознание первобытного человека соотносило название объекта с его назначением метафорически: «так, например, первым питанием служили жёлуди; когда появились злаки и хлеб, они, выполняя функцию жёлудя, стали называться желудями». Её ранние работы объединяет один тезис: «сюжет и жанр — миросозерцание в генезисе, т. е. содержание (мифологическое), дезактуализируясь, откладывается как форма (литературная)».
Взгляды Фрейденберг разделялись не всеми коллегами. А. И. Зайцев вспоминал: «Я Ольгу Михайловну помню, я у неё начинал учиться. Тогда её рассуждения вызывали у меня искреннее недоумение: я просто не мог понять, как можно прийти к таким построениям. Только со временем мне стало ясно, в чём тут дело. Совершенно справедливо С. С. Аверинцев характеризует О. М. как толковательницу, преимущественно толковательницу античности, применительно к каким-то культурным течениям своего времени. В её трудах о доказательстве в собственном смысле слова нет и речи».

## Переписка и мемуары
Переписка Фрейденберг с Пастернаком, продолжавшаяся с 1910 года до 1954 год, была обнаружена в 1973 году Н. В. Брагинской (впервые опубликована за рубежом в 1981 году). Опубликованы некоторые фрагменты из мемуаров Фрейденберг.

«Письма и воспоминания Фрейденберг о болезни матери — проза того глубочайшего проникновения и высочайшего самоотречения, каких мы у её великого брата не найдем; во всём, что касалось жизни, любви, торжества, — он был и ярче, и темпераментней, но в лабиринтах инобытия, в тёмных тайниках подсознания, которые он для себя попросту запер, его сестра блуждала уверенней».— Дмитрий Быков

## Признание
Переписка Фрейденберг и Пастернака выходила за границей на русском, иврите, английском, французском, немецком, голландском, японском языках. Научные труды изданы на русском, английском, польском, сербском/хорватском языках.
В России работы исследовательницы начали скупо публиковаться лишь после 1973 года. Её научные идеи и подходы стали в недавнее время предметом нескольких диссертационных исследований в России и за рубежом.

## Избранные труды

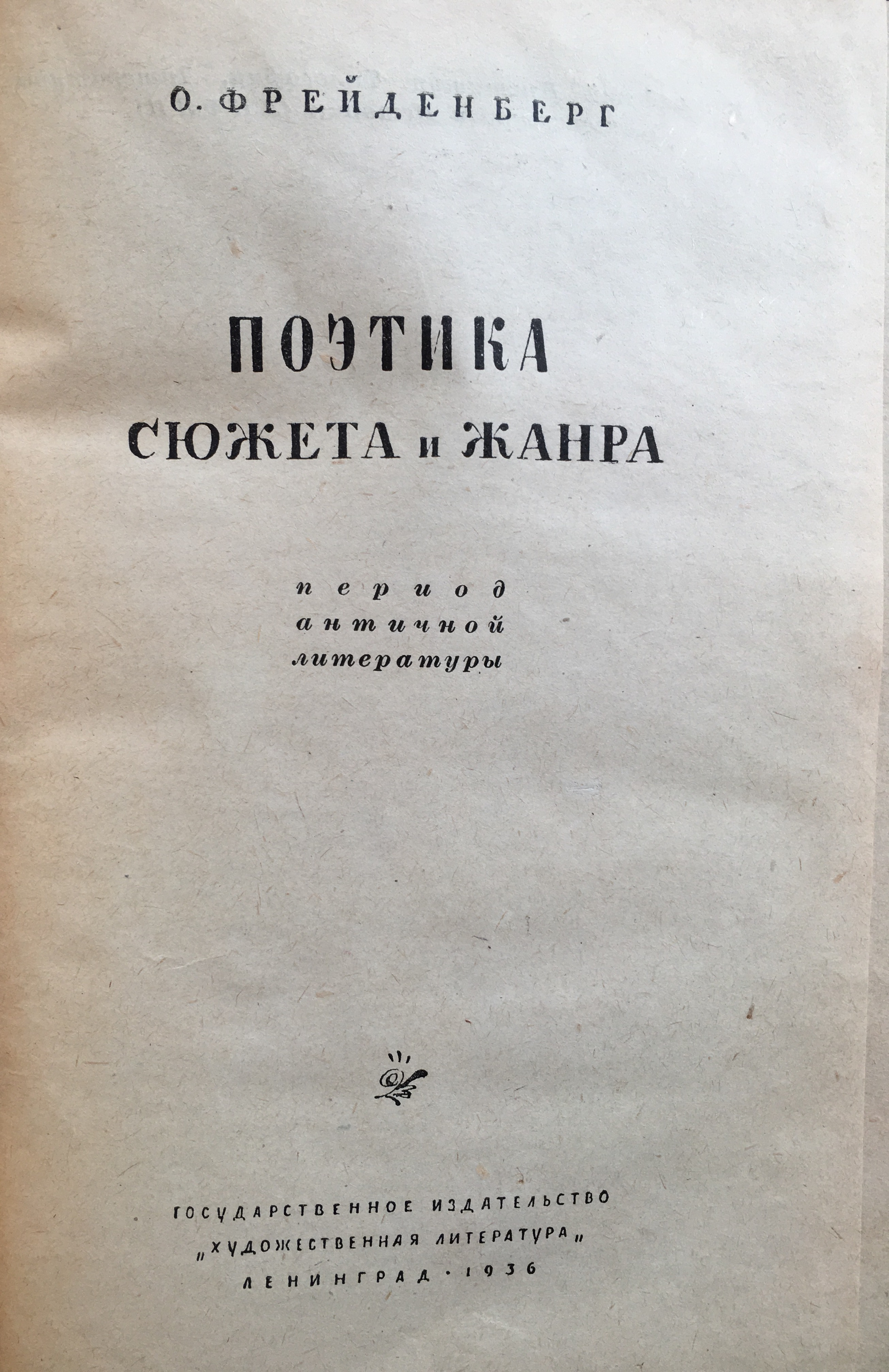
Поэтика сюжета и жанра: период античной литературы. — : Гослитиздат, 1936.

- Идея пародии: (набросок к работе) // Сб. работ в честь С. А. Жебелёва. — Л., 1926. — С. 378—396.
- Поэтика сюжета и жанра: период античной литературы. — Л.: Гослитиздат, 1936. — 454 с.; М.: Лабиринт, 1997. — 448 с.
- Происхождение эпического сравнения (на материале Илиады) // Труды юбилейной научной сессии ЛГУ. Секция филол. наук. — Л., 1946. — С. 101—113.
- К вопросу о происхождении греческой метрики // Учёные записки ЛГУ. Серия филологических наук. — Л., 1948. — Вып. 13. — С. 290—320.
- Происхождение литературной интриги; Происхождение пародии; Что такое эсхатология? // Труды по знаковым системам. — Тарту, 1973. — Вып. 6. — С. 490—512.
- Происхождение греческой лирики // Вопросы литературы. — 1973. — № 11. — С. 103—123.
- Семантика первой вещи // Декоративное искусство СССР. — 1976. — № 12. — С. 16-22.
- Семантика архитектуры вертепного театра // Декоративное искусство СССР. — 1978. — № 2. — С. 41—44.
- Миф и литература древности. — М.: Наука, Главная редакция восточной литературы, 1978. 605 с.; 2-е изд., испр. и доп. — М., 1998. Вкл. описание архива. 800 с.
- Борис Пастернак. Переписка с Ольгой Фрейденберг / под ред. и с коммент. Э. Моссмана. — New York: Harcourt Brace Jovanovich, 1981. — VII. — 377 с.
- The correspondence of Boris Pasternak and Olga Freidenberg 1910—1954 / comp., ed., intro. E. Mossman. — London: Secker & Warburg, 1982. — XXIV, 365 p.
- Будет ли московский Нюрнберг? (из записок 1946—1948) / публ. Ю. М. Каган // Синтаксис. — 1986. — № 16. — С. 149—163.
- Методология одного мотива // Труды по знаковым системам. — 1987. — Вып. 20. — С. 120—130.
- Осада человека / публ. К. Невельского [Ю. М. Каган] // Минувшее: исторический альманах. — Paris: Atheneum, 1987. — Вып. 3. — С. 9—44.
- Миф и театр. — М.: ГИТИС, 1988. — 132 с.
- Система литературного сюжета // Монтаж: Литература. Искусство. Театр. Кино. — М.: Наука, 1988. — С. 216—237.
- Воспоминания о Марре // Восток-Запад: Исследования. Переводы. Публикации. — М.: Наука, Главная редакция восточной литературы, 1988. — С. 181—204.
- Борис Пастернак — Ольга Фрейденберг. Письма и воспоминания // Дружба народов. — 1988. — № 7—10.
- «Эйрена» Аристофана // Архаический ритуал в фольклорных и раннелитературных памятниках. — М.: Наука, 1988. — С. 224—236.
- Утопия // Вопросы философии. — 1990. — № 5. — С. 148—167.
- Переписка Бориса Пастернака. — М.: Худ. лит-ра, 1990. — С. 19—296.
- Университетские годы (отрывки воспоминаний) // Человек. — 1991. — № 3. — С. 145—156.
- <Вступление к греческому роману> // Диалог. Карнавал. Хронотоп. — 1995. № 4. — С. 78—85.
- О неподвижных сюжетах и бродячих теоретиках// Одиссей. Человек в истории. — Т. 7. — М.: Наука, 1995. — С. 272—297.
- Этюды по семантологии литературных форм. Паллиата. Глава 21. // Лотмановский сборник. 1. — М.: ИЦ-Гарант, 1995. — С. 704—718.
- «Игра в кости»// Arbor mundi. — 1996. — № 4. — С. 163—172.
- [yanko.lib.ru/books/sacra/freydenberg-poetika-s-i-zh.htm Поэтика сюжета и жанра]. — М.: Лабиринт, 1997.
- Image and concept: mythopoetic roots of literature. / N. V. Braginskai︠a︡, Kevin Moss, eds. — Amsterdam: Harwood Academic, 1997.
- «Крест в могиле». // Arbor mundi, 1998, № 6.
- Проблема греческого литературного языка. // От слова к смыслу: Проблемы тропогенеза. — М.: УРСС, 2001.
- Целевая установка коллективной работы над сюжетом о Тристане и Исольде. Воспоминания о Марре. // Сумерки лингвистики: Из истории отечественного языкознания. Антология. — М.: Academia, 2001. — С. 325—339, 425—443.
- Въезд в Иерусалим на осле // Фрейденберг О. М. Миф и литература древности. — М., 1998. — С. 623—665.
- The Race of Life/ Writing the siege of Leningrad: women’s diaries, memoirs, and documentary prose. / Cynthia Simmons, Nina Perlina, eds. — Pittsburgh: University of Pittsburgh Press, 2002. — P. 64—75.